# Otto Lilienthal
Otto Lilienthal (23. svibnja 1848. – 10. kolovoza 1896.) je bio njemački pionir zrakoplovstva. On je prvi uspio slobodno jedriti zrakom na ponovljiv i dobro dokumentiran način. Slijedeći primjer Sir Georgea Cayleya pristupio je jedrenju na eksperimentalan način, bilježeći postignuća i tražeći objašnjenja.
Velika i bitna zasluga Lilienthalovog eksperimentiranja je utvrđivanje zakonitosti da uzgon ovisi o zakrivljenosti krila i napadnom kutu krila u odnosu na struju zraka. Svoja mjereǌa je crtao kao polarni dijagram kakav i danas koristimo (vidi sliku).
Novine i časopisi su u Lilienthalovo vrijeme objavili mnoštvo fotografija njegovih letova, čime su u javnosti i znanstvenim krugovima stvarali povoljno mišljenje o mogućnosti praktične izgradnje letećih strojeva.
Godine 1891. u blizini njemačkog sela Derwitz, zapadno od Potsdama, Otto Lilienthal je isprobao prvu zračnu jedrilicu koja je mogla ponijeti čovjeka, stoga nazvanoj Derwitzeška jedrilica. U toj jedrilici je uspijevao ostvariti letove i do 25 metara.
Otto Lilienthal zadobiva smrtonosne ozǉede 10. kolovoza 1896., kada je ǌegova jedrilica zbog sloma uzgona pala s visine od 17 metara. Dan kasnije umire u Berlinu, a prije smrti izgovara: „Kleine Opfer müssen gebracht werden!“ (ǌem. „Male se žrtve moraju činiti!“). Sahraǌen je na grobǉu Lankwitz u Berlinu.